# 西尼亞夫卡 (圖里西克區)
50°54′18″N 24°48′28″E / 50.90500°N 24.80778°E
西尼亞夫卡（烏克蘭語：Синявка），是烏克蘭的村落，位於該國西部沃倫州，由科韋利區負責管轄，面積0.61平方公里，海拔高度186米，2001年人口180，人口密度每平方公里295.57人。